# Pável Tsitsiánov
Pável Dmítrievich Tsitsiánov (en ruso, Павел Дмитриевич Цицианов; n. Moscú, 19 de septiembre de 1754 - f. 20 de febrero de 1806) fue un comandante militar del Imperio ruso y general de infantería desde 1804. Siendo miembro de la familia noble Georgiana Tsitsishvili (en georgiano, ციციშვილი), el príncipe Tsitsiánov participó en la supresión de la revuelta de Kościuszko y en la guerra ruso-persa de 1804. En 1802, se convirtió en el líder de las tropas rusas en Georgia conquistando la ciudad de Ganyá en 1804.  
Murió asesinado en las afueras de Bakú en 1806. 